# Barcoo River
Der Barcoo River ist ein Fluss im Westen des australischen Bundesstaates Queensland.
Bei Windorah mündet der Thomson River, wodurch der Barcoo River zum Coopers Creek, einem der längsten Flüsse Australiens, wird.

## Geographie

### Flusslauf
Der Fluss entspringt an den Nordhängen des Mount Playfair in der Warrego Range und fließt zunächst in nordwestlicher Richtung am Landsborough Highway entlang durch die Stadt Blackall. Ungefähr 60 Kilometer westlich der Stadt wendet er seinen Lauf nach Südwesten. Er fließt an der Südgrenze des Welford-Nationalparks entlang und nimmt westlich von Windorah den Thomson River auf, wodurch er zum Cooper Creek wird.

### Nebenflüsse mit Mündungshöhen
- Surprise Creek – 425 m
- Sandy Creek – 421 m
- Mount Pleasant Creek – 414 m
- Hooray Creek – 413 m
- Tambo Creek – 398 m
- One Mile Creek – 393 m
- Three Mile Creek – 389 m
- Five Mile Creek – 385 m
- Seven Mile Creek – 383 m
- Stockyard Creek – 377 m
- Greendale Creek – 372 m
- Birkhead Creek – 359 m
- Tralee Creek – 358 m
- Macfarlane Creek – 308 m
- Goondamah Creek – 304 m
- Boree Creek – 272 m
- Ravensbourne Creek – 244 m
- Douglas Ponds Creek – 237 m
- Alice River – 224 m
- Four Mile Creek – 212 m
- Thornleigh Creek – 203 m
- Bullock Creek – 202 m
- Wild Horse Creek – 200 m
- Cleanskin Creek – 198 m
- Talundilly Creek – 195 m
- Boodoo Creek – 194 m
- Cameronia Creek – 192 m
- Whisky Creek – 192 m
- Mosquito Creek – 190 m
- Overshot Creek – 189 m
- Pemberley Creek – 186 m
- Mingera Creek – 186 m
- Scrubby Creek – 184 m
- Minster Creek – 181 m
- Greenwood Creek – 181 m
- Louisa Creek – 179 m
- Milo Creek – 176 m
- Coolibah Creek – 173 m
- Deep Creek – 173 m
- Moses Creek – 168 m
- Crooked Creek – 167 m
- Reedy Creek – 167 m
- Sandy Creek – 163 m
- Boundary Creek – 162 m
- Boree Creek – 162 m
- Sawyer Creek – 161 m
- Powell Creek – 160 m
- Yellow Mountain Creek – 157 m
- Bull Creek – 151 m
- Gap Creek – 150 m
- Beantree Creek – 148 m
- Eight Mile Creek – 145 m[1]

### Durchflossene Seen
- Avington Waterhole – 231 m
- Coolagh Waterhole – 227 m
- Oma Waterhole – 199 m
- Killman Waterhole – 198 m
- One Mile Waterhole – 194 m
- May More Waterhole – 193 m
- Green Lagoon – 188 m
- Lily Lagoon – 187 m
- Smith Lagoon – 184 m
- Skeleton Hole – 180 m
- Merriman Waterhole – 174 m
- Louisa Waterhole – 174 m
- Green Lagoon Waterhole – 172 m
- Sawyers Waterhole – 168 m
- Shepherds Waterhole – 168 m
- Top Sawyer Waterhole – 168 m
- Chinaman Waterhole – 166 m
- Bull Waterhole – 164 m
- Skull Waterhole – 159 m
- Francis Hole – 150 m
- Trafalgar Lagoon – 147 m
- Heifer Hole – 147 m
- Swan Hole – 146 m
- Alex Hole – 146 m
- Stake Yard Hole – 146 m
- Daveys Hole – 145 m
- Lily Hole – 145 m
- Adaford Waterhole – 141 m
- Seventeen Mile Waterhole – 139 m
- Boomerang Waterhole – 138 m
- Flat Waterhole – 138 m
- Shed Hole – 138 m
- Emu Waterhole – 136 m
- Coolibah Waterhole – 135 m
- Euro Waterhole – 132 m
- Beantree Waterhole – 130 m[1]

## Geschichte
Der erste Europäer, der den Fluss sah, war 1846 der Entdecker Thomas Livingstone Mitchell, der ihn Victoria Stream nannte. Später erhielt er von Edmund Kennedy seinen heutigen Namen, der aus der Sprache der örtlichen Aborigines kommt. Der Fluss stellt die Grenze zwischen dem Outback und dem Far Outback dar. Die Gebiete westlich des Barcoo River sind sehr weit von der Zivilisation entfernt.

## Barcoo Grunter
Der Barcoo Grunter (Scortum barcoo) ist ein heimischer Süßwasserfisch, den man in den Flüssen des östlichen Northern Territory ds Limmen-, Roper-, Macarthur- und Barkley-Basins findet, ebenso wie zwischen dem Gilbert River im Norden von Queensland und den Zuflüssen des Lake Eyre in Zentralaustralien. Der Barcoo Grunter ist ein hervorragender Speisefisch, der oft auch in Fischzuchten und Aquarien gehalten wird.

## Krankheiten
Nach dem Fluss, oder zumindest nach dem Distrikt, sind verschiedene Krankheiten benannt, die einst im australischen Outback weit verbreitet waren, heute aber fast nicht mehr vorkommen. Eine davon nannte man Barcoo Rot, eine Hautkrankheit ähnlich der Wüstenentzündung, einer impetigösen, krustigen Hautentzündung, die bei großer Hitze, Schmutz, kleineren Traumata und einer an frischen Früchten und Gemüsen armen Ernährung vorkommt. Eine zweite ist das Barcoo-Fieber, bei dem der Erkrankte über Fieber, Übelkeit und Erbrechen, das durch den Geruch von Nahrungsmitteln ausgelöst wird, und Verstopfung klagt.  Diese Krankheit, die einst im Outback sehr verbreitet war, ist gänzlich verschwunden. Sie könnte durch mit Cyanobakterien verunreinigtes Trinkwasser entstanden sein. Die Verbesserung der Nahrungs- und Trinkwasserversorgung im Far Barcoo sorgte vermutlich für das Verschwinden dieser Krankheiten.
Der Name des Flusses kommt auch im Ausdruck Barcoo Salute (dt.: Barcoo-Gruß) vor. Er bezeichnet das Wegwischen der stets vorhandenen Buschfliegen aus dem Gesicht mit der rechten oder linken Hand. Einige typische Krankheiten sind zwar verschwunden, aber die Buschfliegen gibt es immer noch im Outback von Australien.